# جیمز بی. بک
جیمز بی. بک (به انگلیسی: James Burnie Beck) سناتور سابق عضو حزب جمهوری‌خواه ایالات متحده آمریکا بود. وی در سال ۱۸۷۷ تا ۱۸۹۰ میلادی سناتور ایالت کنتاکی در سنای ایالات متحده آمریکا بود.

## زندگی
بک در دامفریشایر اسکاتلند متولد شد و در سال 1838 به ایالات متحده مهاجرت کرد و در وایومینگ ، نیویورک اقامت گزید. وی در سال 1843 به لکسینگتون ، کنتاکی نقل مکان کرد و در سال 1846 از دانشگاه ترانسیلوانیا فارغ التحصیل شد. بک در وکالت پذیرفته شد و وکالت را در لکسینگتون آغاز کرد. وی تا مدتی قبل از جنگ داخلی ، شریک حقوقی جان سی.برکینریج ، معاون رئیس جمهور ایالات متحده بود که به ژنرال کنفدراسیون تبدیل شد. در طول جنگ داخلی ، بک توسط کمیسیون نظامی در مورد دانش خود از فعالیت های شریک سابق خود مورد بازجویی قرار گرفت.
پس از جنگ ، بک به عنوان دموکراتو نماینده مجلس نمایندگان ایالات متحده در منطقه 7 کنتاکی انتخاب شد. وی به کمیته بازسازی منصوب شد جایی که انتظار می رفت به عنوان تازه وارد و مهاجر مانعی برای اهداف جمهوری خواه نباشد ، اما بلافاصله مدافع سرسخت حقوق ایالات شکست خورده شد. او که برتری طلب سفیدپوست بود ، با حقوق مدنی آفریقایی آمریکایی ها مخالفت کرد. وی به عضویت چهلم و سه کنگره بعدی انتخاب شد و در کل از 4 مارس 1867 تا 3 مارس 1875 خدمت کرد.
در سال 1876 ، بک به عنوان عضوی از کمیسیون تعیین مرز بین مریلند و ویرجینیا منصوب شد. وی سپس در سال 1876 به سنای ایالات متحده انتخاب شد ، دوبار انتخاب شد و از 4 مارس 1877 ، تا زمان مرگ در واشنگتن دی سی ، در 3 مه 1890 در کل خدمت کرد. بک رئیس کنفرانس دموکرات بود از سال 1885 تا 1890 ، و رئیس کمیته مسیرهای حمل و نقل به ساحل دریا. وی در بحث سوالات تعرفه و ارز برجسته بود.
- وی در گورستان لکسینگتون خاک شده است. پسرش ، جورج تی. بک ، سیاستمدار و کارآفرینی برجسته در ایالت وایومینگ بود.